# Tania Hermida
Tania Hermida (Cuenca, 1968) es una cineasta ecuatoriana. Ha dirigido, producido y escrito guiones para cortometrajes y largometrajes, entre los cuales se encuentran Qué tan lejos y En el nombre de la hija, con reconocimiento internacional. Colaboró para varias producciones con otros cineastas como Sebastián Cordero. También fue Asambleísta Constituyente del Ecuador entre 2007 y 2008.

## Biografía

### Infancia
Tania Hermida nació en 1968, en Cuenca, Ecuador, su padre fue médico con ideales de izquierda, lector asiduo quien le inculcó su amor por el país. En su infancia estuvo rodeada de arte y de amor por la literatura que compartía con su familia, entre sus libros de interés de su infancia están El Principito y Corazón. Cuando tenía nueve años de edad, en su hogar crearon un periódico familiar donde todos tenían una página para escribir lo que quisieran, llamado "Horizontes".

### Estudios y docencia
Estudió medicina un año, ya que quería ejercer la profesión de su padre, pero se retiró al no estar segura de su vocación. A los 19 años mientras estaba en búsqueda de su verdadera vocación, se enteró de unos cursos para conseguir una beca en estudios de cine de la Escuela Internacional de Cine y TV de San Antonio de Los Baños, Cuba, por lo que decidió aplicar la beca y logró ganar el cupo, luego se graduó de cineasta con especialidad en dirección en 1991.
Debido al afecto que su padre le inculcó por la Revolución de Cuba y sus ideales socialistas, Hermida llegó a tener un enorme aprecio por el país, a pesar de haber conocido la realidad del mismo donde muchos se cuidan de hablar con libertad sus opiniones respecto al gobierno.
Su primer cortometraje-documental como estudiante fue en 1989 sobre un artista plástico cubano llamado Ajubel, el cual realizaba caricaturas críticas con la burocracia del sistema, con una duración de 11 minutos.
Durante 1996 fue profesora en las Facultades de Comunicación y Artes Contemporáneas de la Universidad San Francisco de Quito.
Realizó varios estudios complementarios como Estética del Cine en la Universidad de Valladolid en 1990 y Escritura Creativa en la Escuela de Letras de Madrid en 1998. En 2003 se graduó de Máster en Estudios Culturales de la Universidad del Azuay.

### Carrera
En 1991, luego de graduarse como cineasta, realizó su segundo cortometraje de ficción El Puente Roto en Cuenca, con una duración de veinte minutos. En 1999 realizó el cortometraje de ficción Aló en Quito, con una duración de seis minutos.
En 2000 fue asistente de producción de la película Proof of Life, bajo la dirección de Taylor Hackford.
También fue asistente de producción en 2002 de la película María, llena eres de gracia de Joshua Marston, estrenada en 2004.
En 2003 fue parte de la película Crónicas, que se estrenó en 2004, como asistente de dirección de Sebastián Cordero.
En 2006 estrenó su primer largometraje de ficción Qué tan lejos, de noventa y tres minutos en Ecuador, el cual dirigió, produjo y escribió el guion. La historia trata de Esperanza, una turista española y Teresa, una estudiante pesimista por su país que se conocen en un bus en el cual viajarían de Quito a Cuenca, el cual debido al cierre de las carreteras por una manifestación, deciden ir juntas por su propia cuenta  en diversos vehículos pasando por varias localidades del Ecuador hasta llegar a su destino. Con esta cinta ganó el Zenith de Plata en el festival de Montreal y el Segundo Premio Coral de Opera Prima en el festivales deLa Habana.
También escribió el guion y dirigió su segundo largometraje de ficción En el nombre de la hija, de ciento dos minutos en Ecuador, donde se representó a una niña de nombre Manuela, con ideales de izquierda que dirige a un grupo de niños con los cuales comparte su amor por la lectura y hablan de ámbitos políticos, como una especie de autobiografía de Hermida basándose en su niñez. En 2012 recibió en República Dominicana el Premio a Mejor Fotografía, también recibió el galardón Marco Aurelio de Alicia en el festival internacional de cine de Roma. En junio de 2012 recibió el premio a la mejor dirección de arte en el 22 Festival Iberoamericano Cine Ceará en Brasil. En noviembre de 2012, ganó el Pelícano al mejor largometraje de ficción, en la categoría “Ópera Prima Valentín Malaver” del Festival de Cine Latinoamericano y Caribeño en Venezuela. En marzo de 2013, ganó el premio Mauricio Litman en la categoría "premio del público" del Festival Internacional de Cine de Punta del Este en Uruguay.

### Política
Entre 2007 y 2008, Hermida fue Asambleísta Nacional Constituyente del Ecuador en representación del partido político Alianza PAIS.
Durante los debates que se realizaron en la Asamblea Constituyente en mayo de 2008, Hermida propuso que se llegue a un debate amplio y profundo respecto a los símbolos patrios que nos representan, sin embargo este tema fue tergiversado desencadenando en una controversia, según ella por los medios de comunicación, quienes aseguraron que había intención de cambiar el escudo nacional por uno nuevo, lo que generó en el descontento de varios compatriotas y el apoyo por parte de otros, sin embargo Hermida aclaró: "Obviamente fue un caso de tergiversación mediática tendenciosa, la propuesta que es absolutamente legítima, es el artículo en la que los símbolos patrios serán aquellos que se hagan con un gran diálogo intercultural y sean avalados por el conjunto de la sociedad en su diversidad".
Con esto manifestó que para llegar a un acuerdo del cambio de los símbolos nacionales, debería pasar por un debate que podría llegar a durar décadas, así como la inclusión de nuevos símbolos de acuerdo a los tiempos actuales que se están viviendo en el Ecuador.

## Filmografía

### Largometrajes
- Proof of Life (asistente de dirección, 2000)
- María, llena eres de gracia (asistente de dirección, 2002)
- Crónicas (asistente de dirección, 2003)
- Qué tan lejos (dirección, producción y guion, 2006)
- En el nombre de la hija (dirección y guion, 2011)

### Cortometrajes
- Ajubel (1989)
- El puente roto (1991)
- Aló (1999)